# 双色旗
雙色旗是指由兩種顏色組成的旗幟，廣義上所有不分樣式且兩種顏色的旗幟，皆可稱為雙色旗。